# Amy Archer-Gilligan
« Sœur » Amy Duggan Archer-Gilligan (1868-1962) est une gérante de maison de retraite et tueuse en série du Connecticut. Elle tua au moins cinq personnes par empoisonnement dont son second mari, Michael Gilligan, les autres étant des résidents de son institution.
Il est possible qu’elle soit impliquée dans d’autres morts, les autorités comptabilisant 48 morts dans son institution.

## Mariage
Amy E. Duggan est née en octobre 1868, fille de James Duggan et Mary Kennedy à Milton, Connecticut, huitième enfant de la famille,. Elle épousa son premier mari James Archer à 23 ans. Ils s'installèrent à Newington et s'occupèrent d'un veuf qui décéda peu de temps après leur avoir cédé sa maison.
Elle et son époux ouvrirent leur propre affaire, appelée « Sister Amy’s Nursing Home for the Elderly », dans le Connecticut en 1901. Le succès était tel en 1907 qu’ils ouvrirent « the Archer for the Elderly and Infirm », un nouvel établissement à Windsor dans le Connecticut. La chance d’Archer semble avoir tourné lors de l’ouverture de cette affaire. Il mourut après le déménagement, Amy avait pris une assurance-vie sur lui quelques semaines avant, elle put donc continuer à faire fonctionner son affaire. Michael Gilligan, un riche veuf, était à la fois intéressé par Amy et son institution. Ils se marièrent, mais peu après Gilligan mourut subitement. Archer fut une nouvelle fois financièrement gâtée. Durant leur court mariage, Gilligan avait rédigé un héritage faisant d’elle son unique bénéficiaire.

## Meurtres
Après l’ouverture de leur établissement du Connecticut, une mystérieuse épidémie provoqua en moins de cinq ans la mort de 48 personnes, pourtant toutes en bonne forme physique. Les autorités furent informées et devinrent suspicieuses, plus particulièrement en constatant qu’ils mouraient tous peu de temps après avoir donné tout leur argent. La maison fut fouillée et de l’arsenic fut retrouvé. Archer-Gilligan déclara qu'elle utilisait le poison pour tuer des rongeurs, mais l’exhumation de son second mari et de quatre de ses clients permit de constater qu’ils avaient de grandes quantités d’arsenic dans le corps. Il est impossible de savoir combien d’autres personnes ont pu être tuées en plus des 48 personnes ou même si elle commença son activité criminelle avant l’ouverture de la « Sister Amy’s Nursing Home ».

## Arrestation
Archer-Gilligan fut arrêtée et inculpée de meurtre, d'abord pour cinq meurtres, puis seulement pour un, grâce à une bonne plaidoirie de son avocat, Franklin R. Andrews. Elle fut reconnue coupable en 1917, condamnée à vie et envoyée à la prison d’État de Wethersfield. Elle fut plus tard envoyée dans un asile de fous où elle mourut en 1962, à 93 ans.

## Notoriété
L’affaire fit beaucoup de bruit à l’époque et aurait pu inspirer le film « Arsenic et vieilles dentelles ».